# Benjamin Balansa

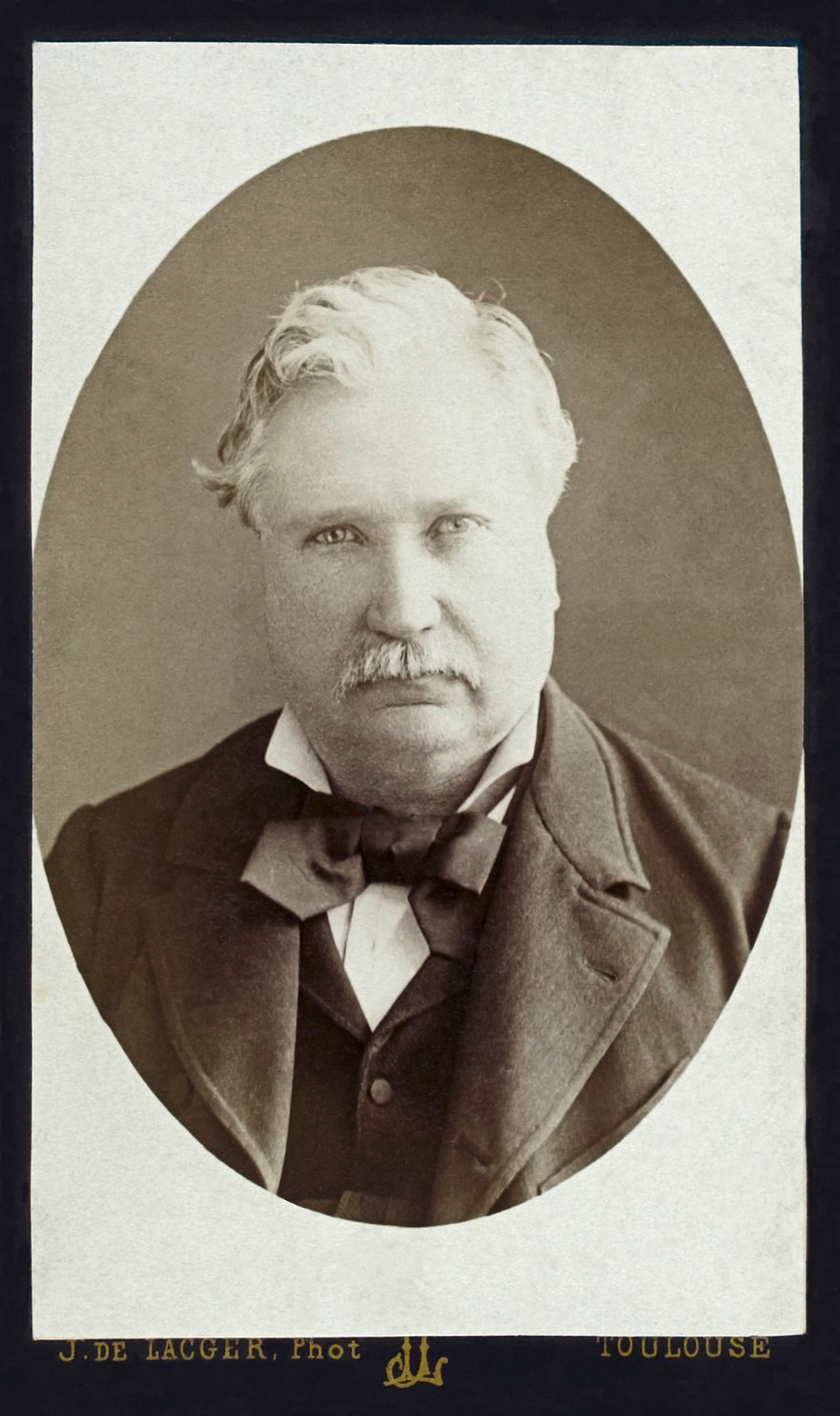
Benjamin Balansa

Gaspard Joseph Benedict Balansa, còn được biết đến như là Benjamin Balansa hay Benedict Balansa (25/3/1825 – 2/11/1891) là một nhà thực vật học người Pháp.
Sinh ra tại Narbonne năm 1825, Balansa đã thực hiện một loạt các chuyến thu thập mẫu cây cho Bảo tàng Lịch sử Tự nhiên Quốc gia Pháp (Muséum national d'Histoire naturelle) ở Paris, nơi hiện nay lưu giữ phần lớn các mẫu cây của ông. Các mẫu cây khác lưu giữ tại Bảo tàng Toulouse (Muséum de Toulouse).

## Các chuyến đi
Chuyến đi đầu tiên của ông diễn ra từ năm 1847 tới năm 1848, là tới Alger và Mostaganem ở Algérie.
Từ năm 1850 tới năm 1853, Balansa lại quay trở lại Algérie, một lần nữa thu thập mẫu cây tại Mostaganem và sau đó là tại Oran, Muaskar, miền bắc Sahara, Biskra và Batna.
Từ năm 1854 tới năm 1855 ông thực hiện chuyến đi đầu tiên tới châu Á, ban đầu là tới Smyrna (nay là İzmir, Thổ Nhĩ Kỳ) và các khu vực xung quanh vào tháng 4 và tháng 5 năm 1854. Từ tháng 3 tới tháng 10 năm 1855 ông sống tại Mersin và khu vực ven dãy núi Taurus trong khu vực Cilicia. Năm 1856, từ tháng 6 tới tháng 9 ông di chuyển từ Tarsus tới Kayseri trong khu vực Cappadocia ở miền trung Thổ Nhĩ Kỳ. Năm 1857 ông sống cùng giaddinhf mình tại Smyrna. Từ tháng 5 tới tháng 7 năm 1857 ông thám hiểm Uşak và khu vực xung quanh và tới năm 1865 ông đã thực hiện các chuyến đi tới Phrygia và Cilicia. Năm 1866, ông thực hiện chuyến đi tới Lazistan và Kavkaz, nơi ông thu thập mẫu cây từ tháng 6 tới tháng 8 trong khu vực Trabzon và Rize. Mùa thu năm 1866 ông trở lại Pháp.
Năm 1867 ông thu thập mẫu cây tại Morocco trong khu vực Mogador, dãy núi Atlas và Marrakech.
Từ năm 1868 tới năm 1872 Balansa sống tại New Caledonia và quần đảo Loyalty. Trong khoảng thời gian này ông là giám đốc của Jardin d'Acclimatation (Vườn thích nghi thủy thổ) tại Nouméa. Từ năm 1873 tới năm 1877, ông thực hiện chuyến đi đầu tiên tới Paraguay, tiếp theo là chuyến đi thứ hai từ năm 1878 tới năm 1884. Từ năm 1885 tới năm 1889, ông thu thập mẫu cây tại Bắc Bộ cũng như thực hiện chuyến đi tới đảo Java. Năm 1891 Balansa mất tại Hà Nội, trong chuyến đi thứ hai từ năm 1890 tới Bắc Bộ, Liên bang Đông Dương.

## Thư viện ảnh

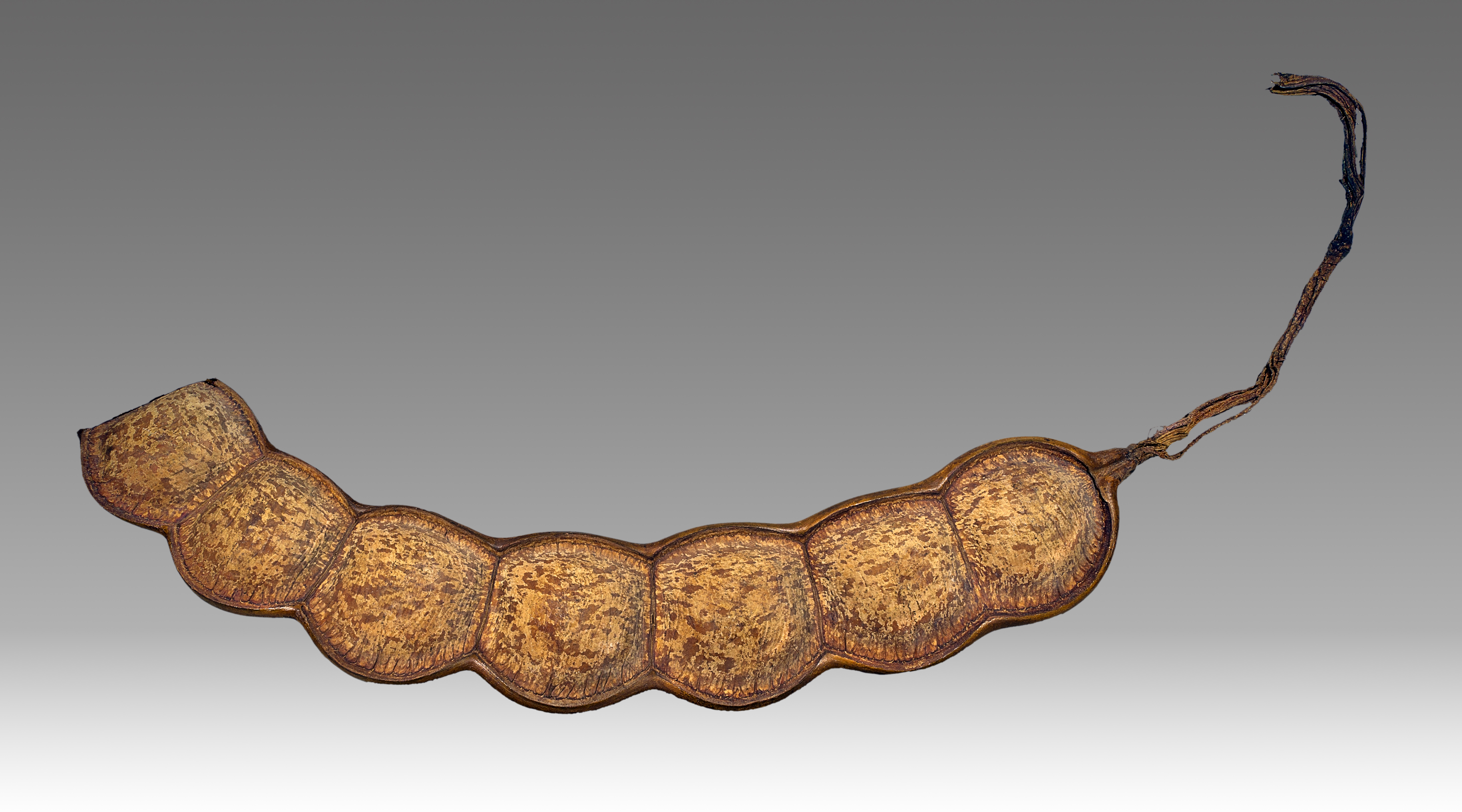
Sưu tập Entada phaseoloides của Balansa tại MNHN.
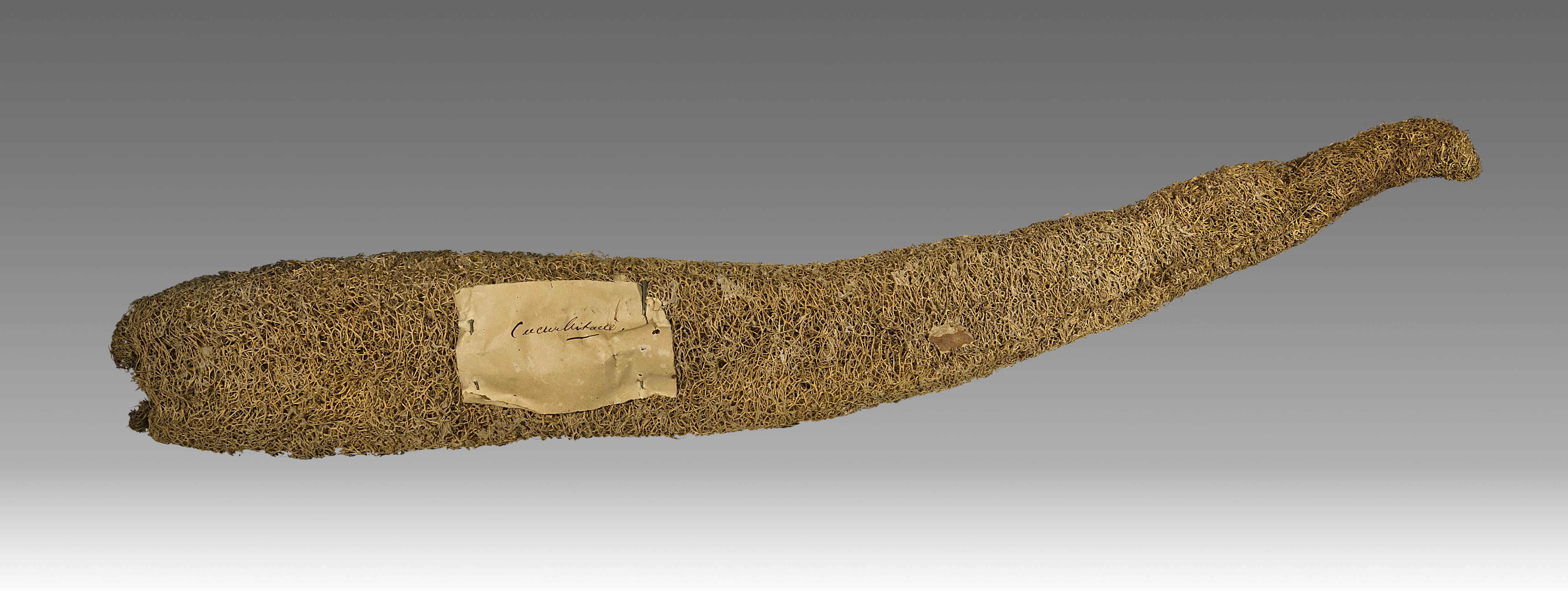
Sưu tập Luffa aegyptiaca của Balansa tại MNHN.
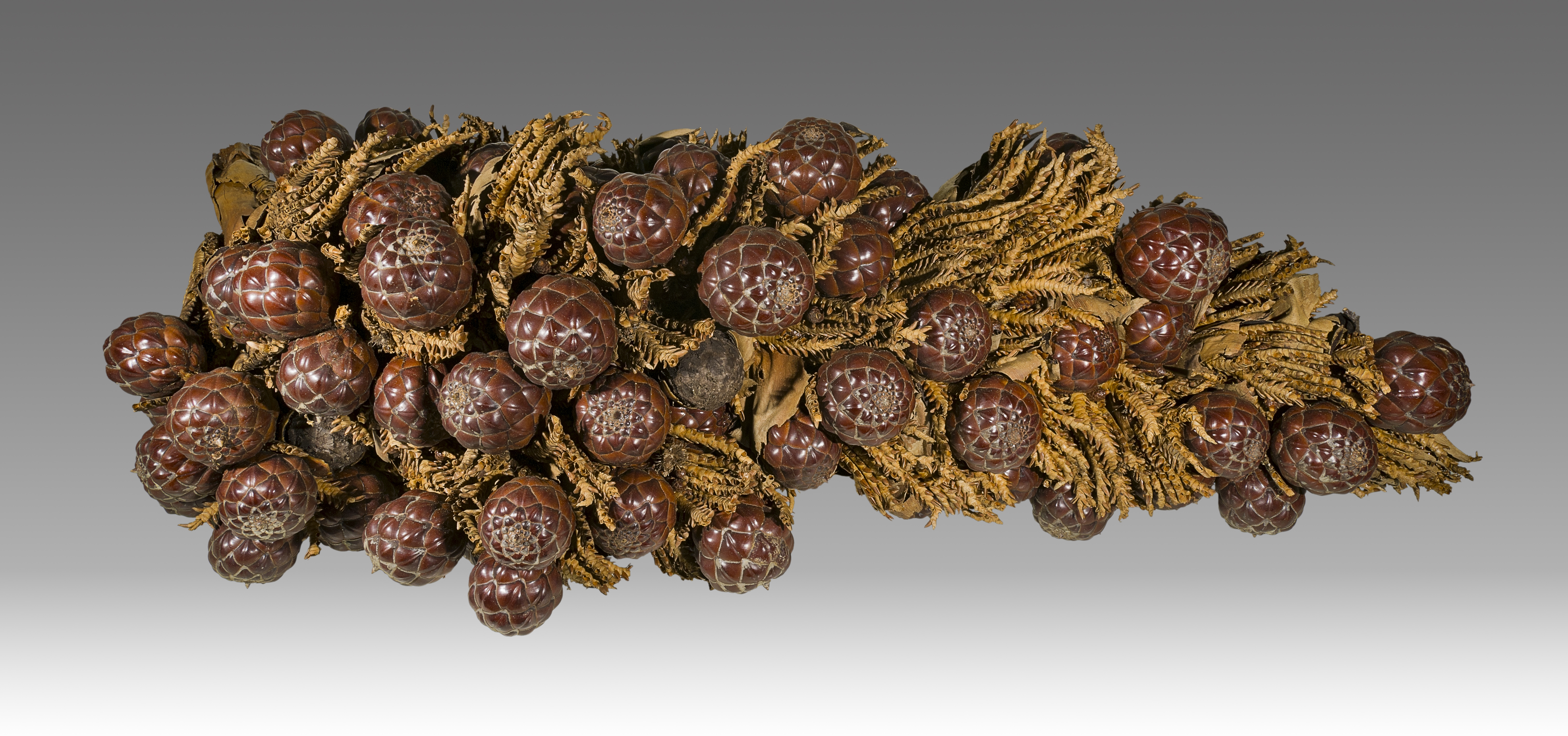
Sưu tập Raphia farinifera của Balansa tại MNHN.
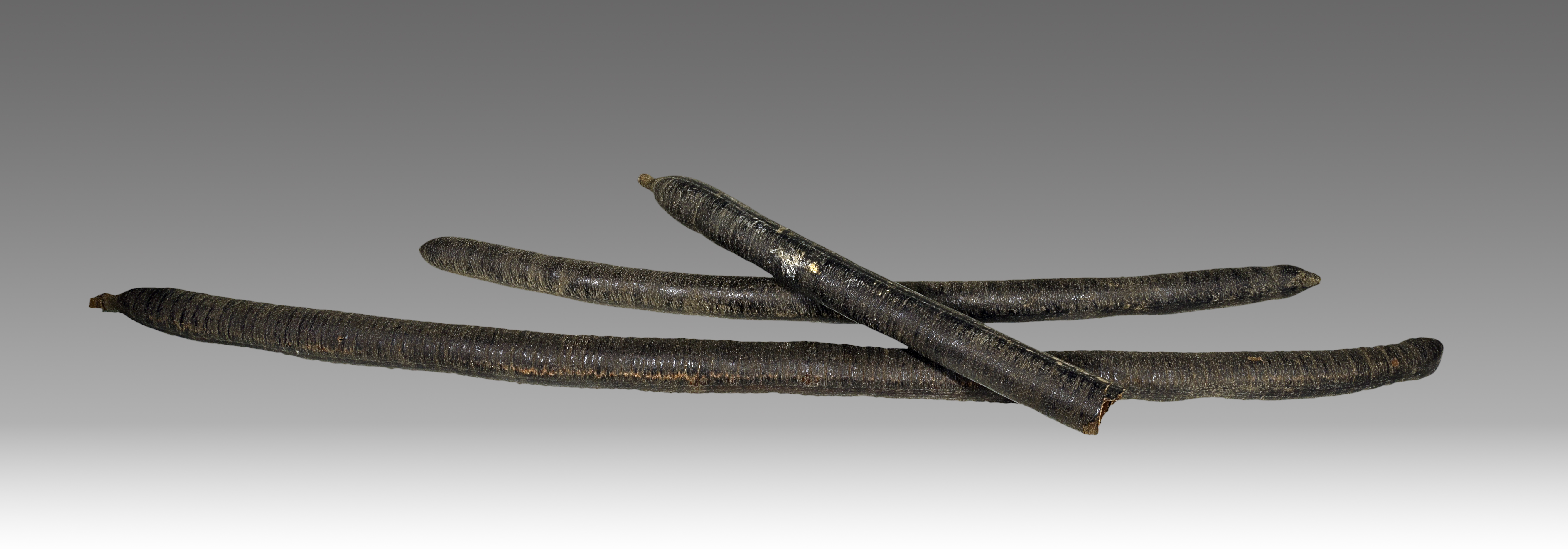
Sưu tập Cassia fistula của Balansa tại MNHN.
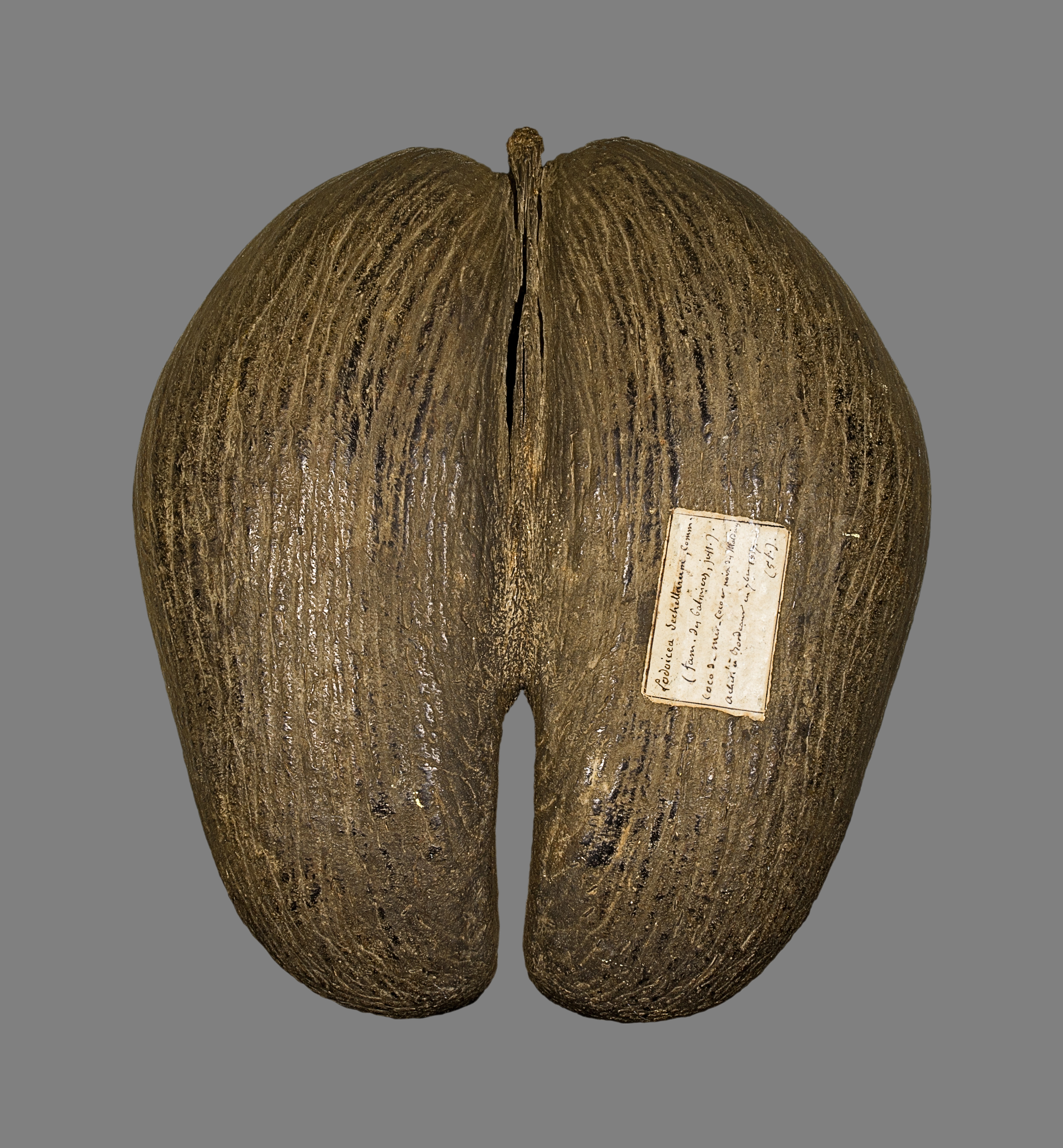
Sưu tập Lodoicea maldivica của Balansa tại MNHN.
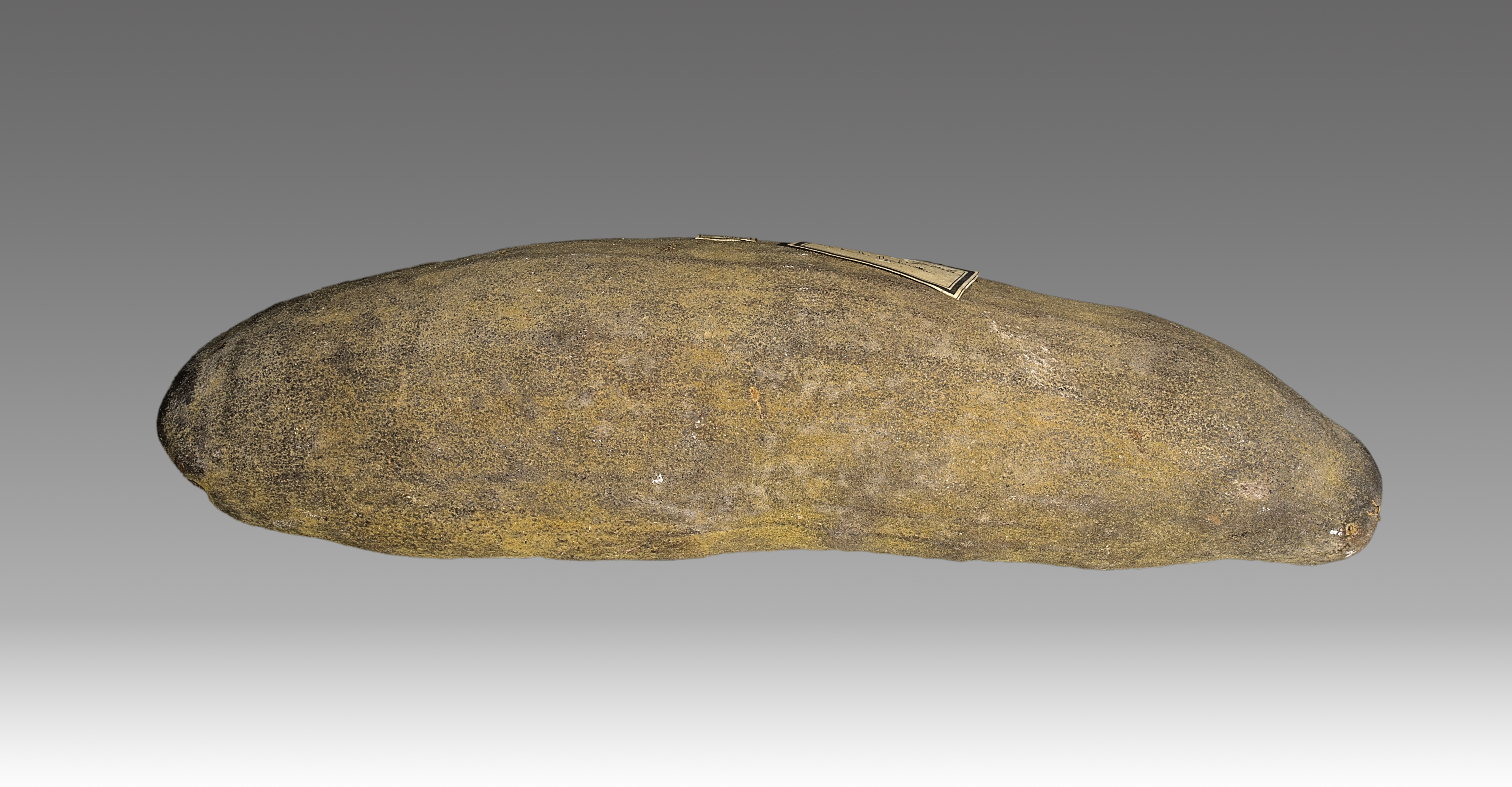
Sưu tập Adansonia digitata của Balansa tại MNHN.
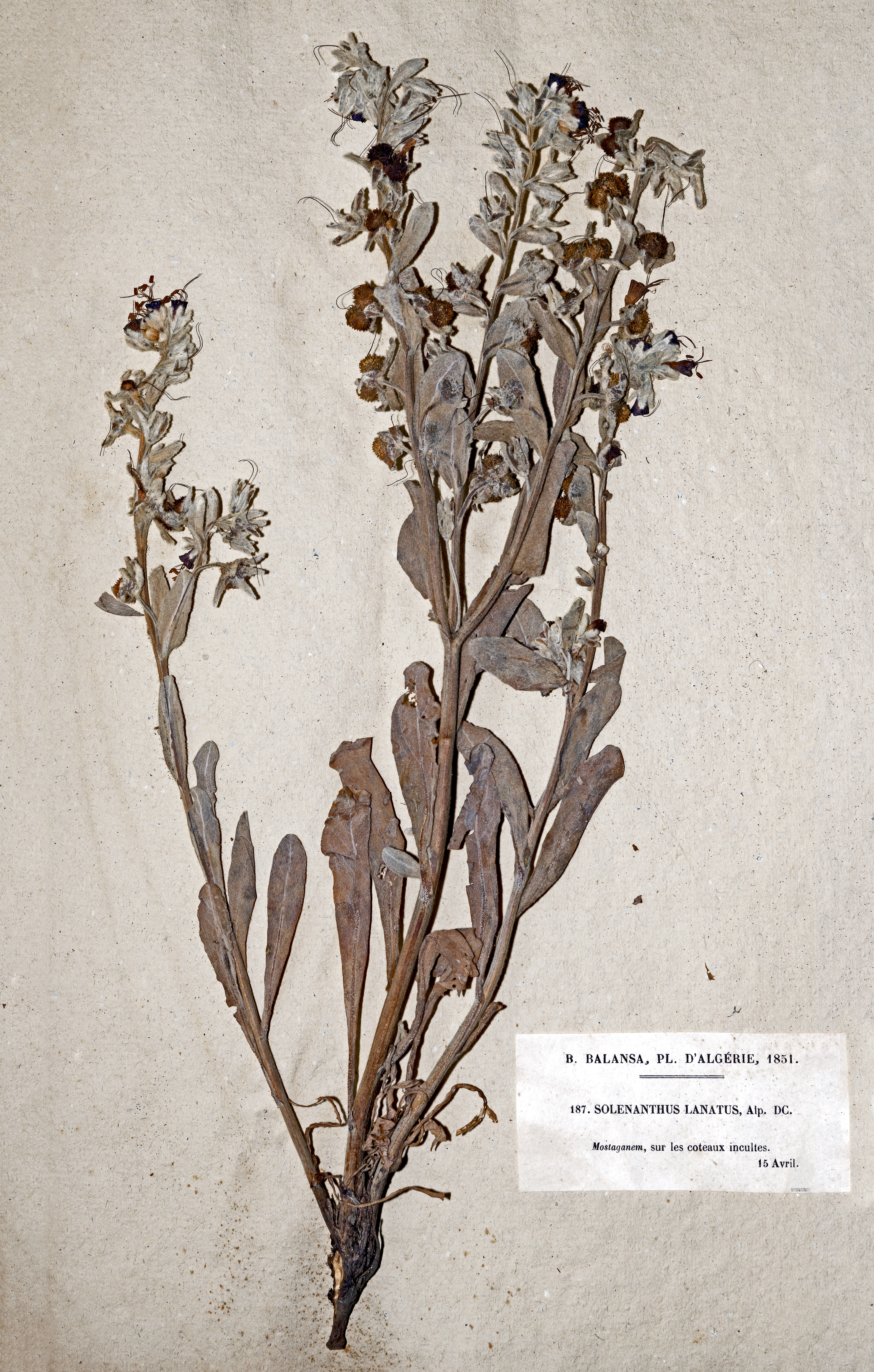
Sưu tập Solenanthus lanatus của Balansa tại MNHN.